# Ceromancia

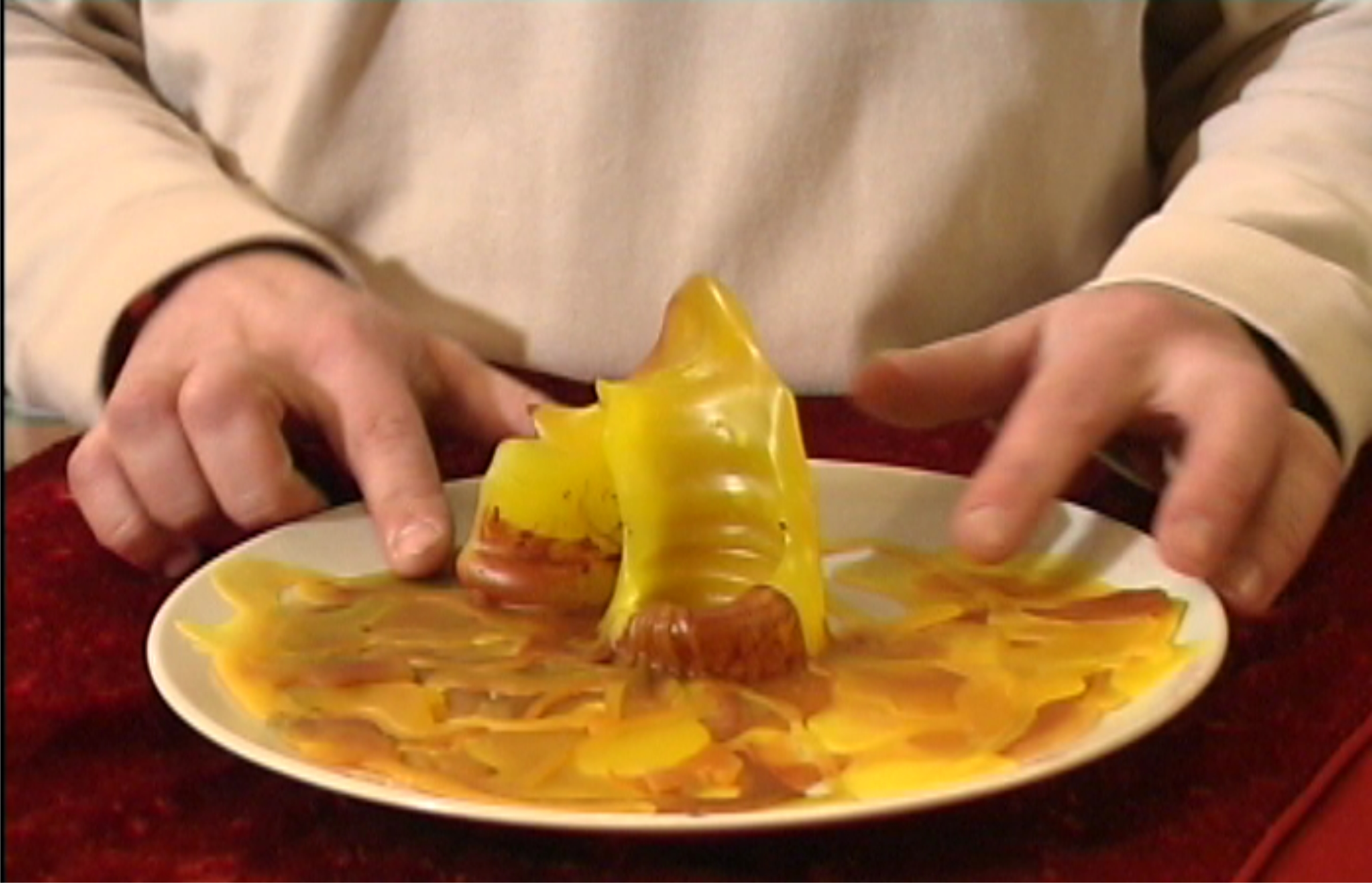
Lectura de velas

La ceromancia es una especie de adivinación que consistía en hacer derretir la cera y echarla gota a gota en un vaso de agua y según las figuras que formaban éstas, se deducían los presagios felices o infaustos.
En Alsacia se practicaba una superstición particular que procuraron desterrar los pastores de la Iglesia. Cuando había un enfermo y se quería saber que santo le castigaba con aquella indisposición, se encendían tantas velas cuantos santos se sospechaban, todas de igual peso y longitud y las encendían juntas en honor de cada uno de ellos, creyéndose que aquella que se concluía o apagaba primero, indicaba el santo que había enviado la enfermedad.